# Jean II d'Estrées

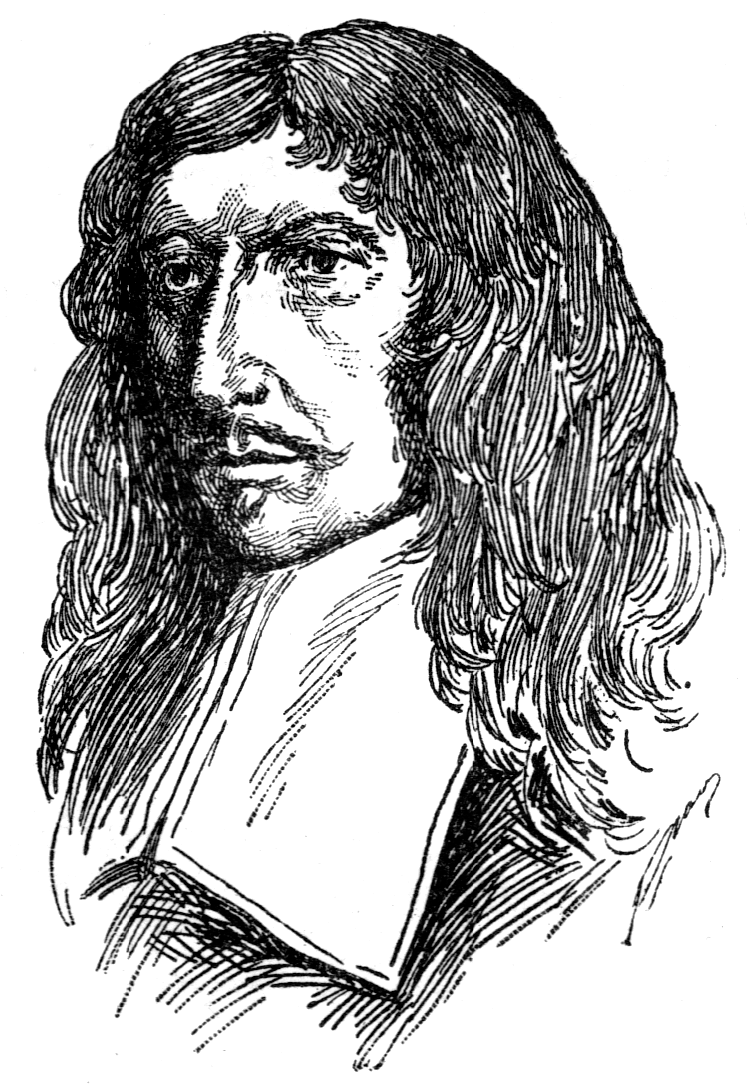

Jean d'Estrées, född 1624, död 19 maj 1707, var en fransk greve och militär. Han var son till François d'Estrées och far till Victor d'Estrées.
Estrées utmärkte sig under kriget i Flandern 1644-59 och avancerade under tiden till generallöjtnant. Av Jean-Baptiste Colbert förflyttades Estrées till flottan, trots att han helt saknade kunskaper om sjöväsendet. Då han också var mycket dålig på att ta emot råd, kom han i spänt förhållande till sina underlydande, särskilt Abraham Duquesne, men Estrées tapperhet och ganska goda militära förstånd ersatte delvis hans bristande förstånd och hans amiralskarriär gick inte helt utan framgångar. 1681 utnämndes han till marskalk av Frankrike.